# Paralimna vansomereni
Paralimna vansomereni är en tvåvingeart som beskrevs av Cresson 1933. Paralimna vansomereni ingår i släktet Paralimna och familjen vattenflugor. Inga underarter finns listade i Catalogue of Life.